# Brea magnifica
Brea magnifica är en tvåvingeart som beskrevs av Friedrich Georg Hendel 1914. Brea magnifica ingår i släktet Brea och familjen bredmunsflugor. Inga underarter finns listade i Catalogue of Life.